# Козки
Козки — хутор в Каменском районе Воронежской области России.
Входит в состав Марковского сельского поселения

## География

### Улицы
- ул. Полевая.